# Klubák
Klubák (Buphagus) je rod afrických zpěvných ptáků, jenž zahrnuje pouze dva žijící druhy, které se proslavily svými ekologickými vazbami s velkými býložravci afrických plání. Potravu si shánějí takřka výhradně na jejich těle, přičemž dlouhý a tuhý ocas jim pomáhá na tomto nezvyklém terénu udržovat rovnováhu. Klubáci se živí vnějšími parazity, odumřelou kůží i krví svých hostitelů. Sdílí tedy jak vlastnosti mutualistů, tak parazitů, přičemž mutualistické vazby jsou zřejmě primární.
Klubáci hnízdí v dutinách vystlaných vegetací a zvířecí srstí. Jde o monogamní ptáky, na stavbě hnízda, inkubaci snůšky i krmení mláďat se podílejí obě pohlaví. Hnízdnímu páru může pomáhat i potomstvo z předchozí snůšky, tzv. „helpers“. Snůška činí 2 až 3, někdy až 5 vajec; inkubační doba 13 dní a délka péče o mláďata 25–30 dní.

## Systematika
Rod klubák (Buphagus) Brisson, 1760 zahrnuje následující dva druhy:
- Buphagus africanus Linnaeus, 1766 – klubák žlutozobý;
- Buphagus erythrorynchus (Stanley, 1814) – klubák červenozobý.

Současná systematika řadí klubáky do samostatné čeledi Buphagidae Lesson, 1828. Francouzský přírodovědec René Lesson ji nicméně původně vymezil jakožto podčeleď v rámci čeledi špačkovitých (Sturnidae), přičemž probíhaly četné akademické debaty, zda je lépe klubákovité klasifikovat jako součást špačkovitých, anebo v rámci samostatné čeledi. Molekulárně-fylogenetické studie (např. Oliveros & kol., 2019) klubáky považují za sesterskou skupinu vůči špačkovitým a drozdcovitým (Mimidae), zmíněné tři linie současná systematika typicky klasifikuje na úrovni samostatných čeledí. K tomuto pohledu se přiklání již souhrnný sborník Handbook of the Birds of the World (14. svazek vydaný v roce 2009).
Určitou analogii vůči klubákům představují někteří afričtí špačkovití, kteří se ektoparazity kopytníků pouze přiživují, jmenovat lze špačka rudokřídlého (Onychognathus morio) nebo špačka světlekřídlého (Onychognathus nabouroup). Dá se očekávat, že dlouhodobá koevoluce mezi podobnými ptačími oportunisty a velkými býložravci na afrických savanách vedla k potravní specializaci pozorované u dnešních klubáků.